# 喜迅升
喜迅升（日語：アドマイヤズーム），是日本現役純種競賽馬匹。目前主要勝場有2024年朝日盃未來錦標。

## 出賽前
2022年2月28日出生於北海道千歲市社台牧場，成長途中在拍賣會上被馬主近藤旬子以1億2650萬日圓購入。
其後交由栗東訓練中心練馬師友道康夫訓練。

## 競賽生涯

### 2歲
2024年10月5日出戰京都競馬場2歲新馬戰，比賽初段因漏閘需要保持在中團位置推進，於第三彎道處沿內欄加速下未能在直路衝出，最終以第四落敗。
11月10日出戰2歲未勝利戰，比賽途中一直處於第二的位置緊盯前方的領放馬，在第四彎道上前和對手平頭下繼續推進，最終拉開後方3馬位取得首勝。
其後以朝日盃未來錦標作為目標，賽前取得第五人氣。比賽開始後，其隨即以迅速的反應搶佔前方位置，沿途跟隨領放馬大信日神前進，並在第四彎道處超越對手。進入直路後，其繼續在中檔位置展開不俗的加速，不斷衝刺下最終跑出全場最快末腳，迅速拉開後方對手下最終以3 1/2馬位戰勝後方的博物街，取得首個一級賽冠軍。

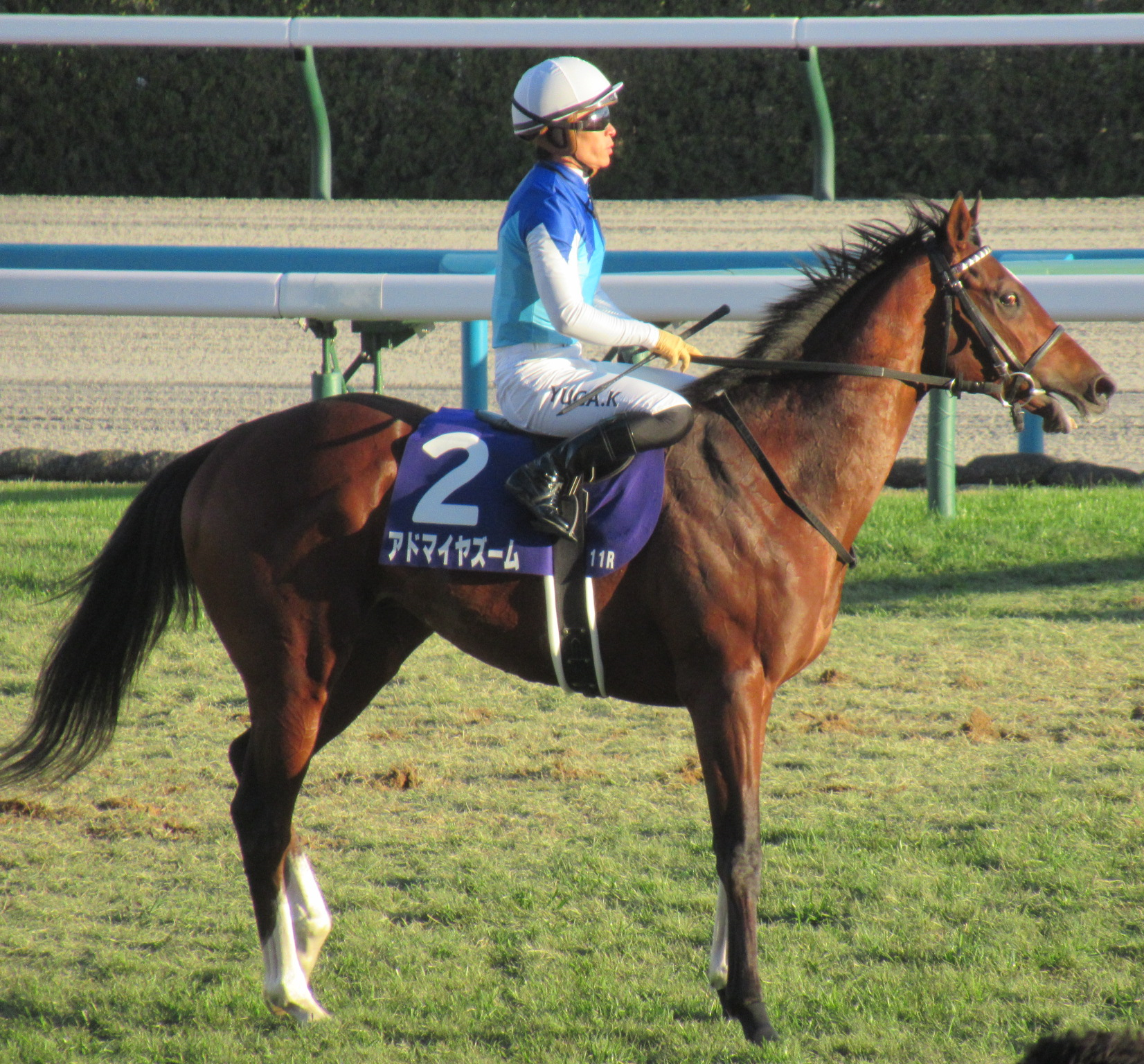
朝日盃未來錦標入場

### 3歲
2025年於4月復出出戰新西蘭盃，比賽初段於中團靠前位置推進，在第三、四彎道之間逐步移出外檔位置發力。進入直路後，其開始加速迫近前方的對手，在最後200米一度透出取得領先，可惜在最後關頭被衝出的僑民之歌超越，以頸位差距落敗得第二。
其後出戰一級賽NHK一哩賽，賽前為第一人氣大熱門，然而於比賽途中其選擇先行戰術，但於受到較快步速影響下在彎道處經已出現力弱的情況，在直路上不斷失速下以第十四大敗。

### 詳細賽績
| 日期       | 舉辦國家 | 馬場 | 距離   | 級別 | 賽事名稱       | 負重 | 騎師     | 馬號 | 出馬 | 名次 | 時間   | 頭馬（二馬）     |
| ---------- | -------- | ---- | ------ | ---- | -------------- | ---- | -------- | ---- | ---- | ---- | ------ | ---------------- |
| 5/10/2024  | 日本     | 京都 | 草1600 |      | 2歲新馬        | 56   | 川田將雅 | 3    | 15   | 4    | 1:34.7 | Theresa          |
| 10/11/2024 | 日本     | 京都 | 草1600 |      | 2歲未勝利      | 56   | 川田將雅 | 8    | 14   | 1    | 1:33.9 | （All the Rage） |
| 15/12/2024 | 日本     | 京都 | 草1600 | GI   | 朝日盃未來錦標 | 56   | 川田將雅 | 2    | 16   | 1    | 1:34.1 | （博物街）       |
| 12/4/2025  | 日本     | 中山 | 草1600 | GII  | 新西蘭盃       | 57   | 川田將雅 | 7    | 14   | 2    | 1:32.4 | 僑民之歌         |
| 11/5/2025  | 日本     | 東京 | 草1600 | GI   | NHK一哩賽      | 57   | 川田將雅 | 8    | 18   | 14   | 1:32.7 | 拼勝堡           |

## 血統簡介
父系滿樂時為日本賽駒，生涯戰績彪炳，於一哩及中距離賽均有表現，曾勝出香港一哩錦標、香港盃及秋季天皇賞等六項一級賽。祖父銀幕英雄亦是日本賽駒，生涯戰績不俗，曾勝出一級賽日本盃。
母系Daiwa Zoom為日本賽駒，生涯戰績不俗，曾勝出公開賽香豌豆錦標。外祖父真心呼喚亦是日本賽駒，生涯戰績優秀，曾勝出有馬紀念及杜拜司馬經典賽。

### 血統表
| 父線：雷弼圖系（Hail to Reason系）                   |                               |                 |                    |
| 種馬 滿樂時 2011年（棗色）                           | 銀幕英雄 2004年（栗色）       | 草上飛          | Silver Hawk        |
| 種馬 滿樂時 2011年（棗色）                           | 銀幕英雄 2004年（栗色）       | 草上飛          | Ameriflora         |
| 種馬 滿樂時 2011年（棗色）                           | 銀幕英雄 2004年（栗色）       | Running Heroine | 週日寧靜           |
| 種馬 滿樂時 2011年（棗色）                           | 銀幕英雄 2004年（栗色）       | Running Heroine | Dyna Actress       |
| 種馬 滿樂時 2011年（棗色）                           | Mejiro Frances 2001年（棗色） | 嘉年傑          | 鞍匠井             |
| 種馬 滿樂時 2011年（棗色）                           | Mejiro Frances 2001年（棗色） | 嘉年傑          | Detroit            |
| 種馬 滿樂時 2011年（棗色）                           | Mejiro Frances 2001年（棗色） | Mejiro Monterey | Mogami             |
| 種馬 滿樂時 2011年（棗色）                           | Mejiro Frances 2001年（棗色） | Mejiro Monterey | Mejiro Quincey     |
| 繁殖雌馬 Daiwa Zoom 2009年（栗色）                   | 真心呼喚 2001年（棗色）       | 週日寧靜        | Halo               |
| 繁殖雌馬 Daiwa Zoom 2009年（栗色）                   | 真心呼喚 2001年（棗色）       | 週日寧靜        | Wishing Well       |
| 繁殖雌馬 Daiwa Zoom 2009年（栗色）                   | 真心呼喚 2001年（棗色）       | Irish Dance     | 東來兵             |
| 繁殖雌馬 Daiwa Zoom 2009年（栗色）                   | 真心呼喚 2001年（棗色）       | Irish Dance     | Buper Dance        |
| 繁殖雌馬 Daiwa Zoom 2009年（栗色）                   | Fornalina 1996年（棗色）      | Capote          | 西雅圖迴旋         |
| 繁殖雌馬 Daiwa Zoom 2009年（栗色）                   | Fornalina 1996年（棗色）      | Capote          | Too Bald           |
| 繁殖雌馬 Daiwa Zoom 2009年（栗色）                   | Fornalina 1996年（棗色）      | Prayer Wheel    | Conquistador Cielo |
| 繁殖雌馬 Daiwa Zoom 2009年（栗色）                   | Fornalina 1996年（棗色）      | Prayer Wheel    | Halo Reply         |
| 雌系：號族：4-g                                      |                               |                 |                    |
| 五代內近親交配：週日寧靜 4×3、Halo 5×4×5、利法爾 5×5 |                               |                 |                    |

## 命名由來
名字中，Admire（アドマイヤ）為馬主近藤旬子的冠名，帶有仰慕、讚賞、尊重等意思，香港以「喜」作為翻譯；Zoom（ズーム）意思為「急升」，繼承自母系Daiwa Zoom之名字，香港採用「迅升」作為翻譯。

## 外部連結
- 喜迅升 netkeiba.com
- 血統表